# KAIKO計画

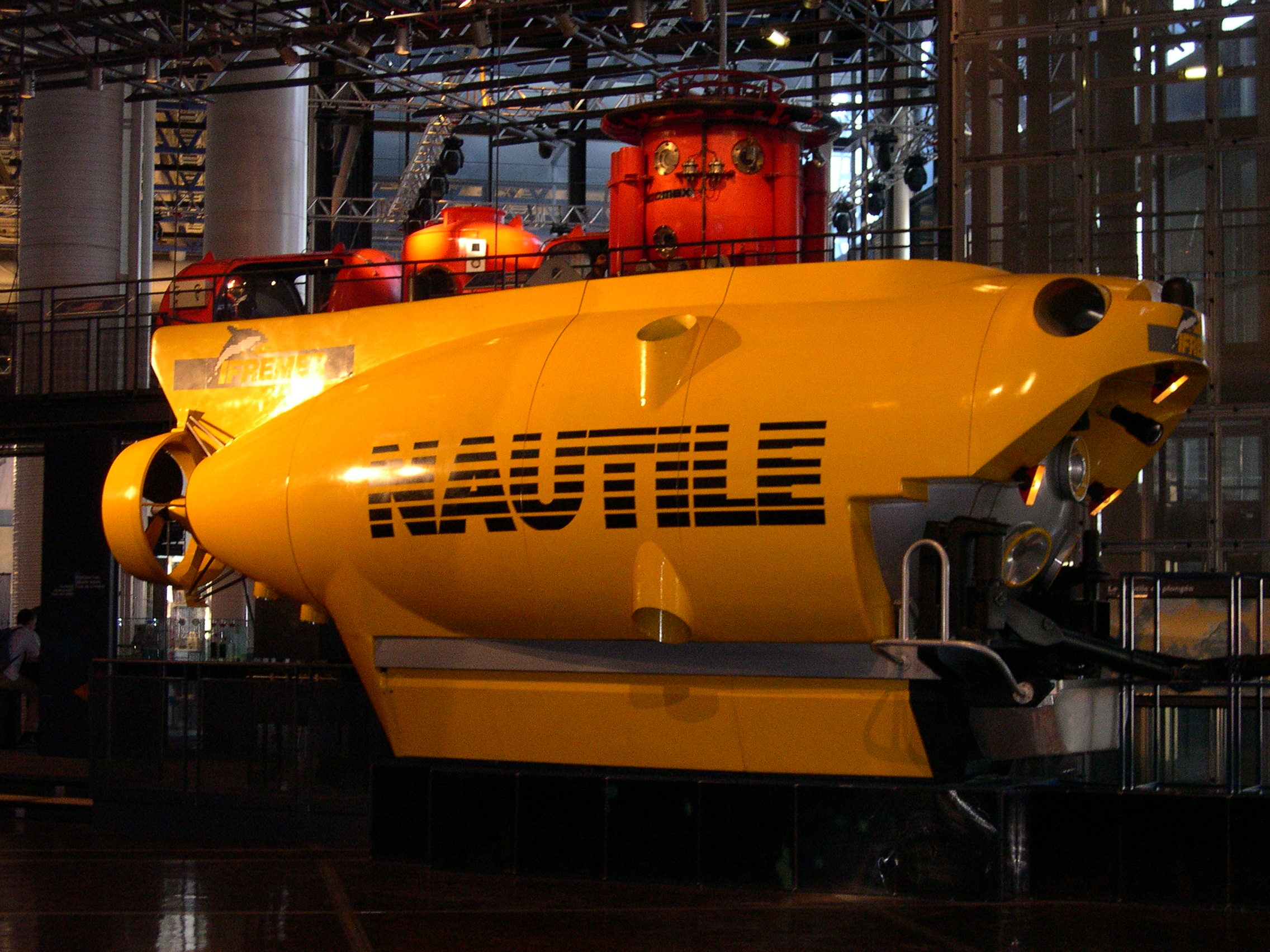
シテ科学産業博物館に展示されているノティールの実物大模型

KAIKO計画(日仏日本海溝共同調査計画)は、1984年、1985年に実施された日本とフランスの国際共同海洋調査計画。

## 概要
日本海溝の調査には水深6000mまで潜水可能な深海探査艇が不可欠だったが、1980年代当時、水深6000mまで潜水可能な深海探査艇を保有する国はフランス、アメリカ、ソビエト連邦に限られていた。ノティールを運用するフランス国立海洋開発研究所(en:IFREMER)と海洋科学技術センター(現:海洋研究開発機構)の協力で実現した。海洋調査船のナディールが来日した。シロウリガイのような深海生物の採取や海底地震計の設置やプレート境界の発見、日本海溝海側斜面の地殻伸張速度の把握など、様々な成果を挙げ、とりわけ日本列島周辺のプレート沈み込みに伴う活動的テクトニクスの解明に大きく貢献した。
1994年にはKAIKO-TOKAI計画が実施された。1998年3月には『KAIKO 計画：日本周縁の海溝を調査して－日仏協力14年の成果－』という題目で講演が開催された。

## 文献
- 島村英紀『深海にもぐる - 潜水艇ノーティール号乗船記』国土社、1987年。ISBN 978-4337330122。
- 海溝1研究グループ 編『日本周辺海溝の地形と構造日仏海溝計画（第1期）のデータ図集』東京大学出版会、1987年。ISBN 9784130610889。
- 海溝2研究グループ 編『日本周辺の海溝6000mの深海底への旅 写真集』東京大学出版会、1987年。ISBN 9784130660983。
- 小林和男『深海6000メートルの謎にいどむ』ポプラ社、1986年。ISBN 9784591023037。

## 主要報告
- 横田俊之, 倉本真一, 松島潤, 徳山英一, 池俊宏, PASCALGeorges, LALLEMANTSiegfried「日仏KAIKO計画による東海沖地震発生帯の3Dマルチチャンネル地震探査」『物理探査学会学術講演会講演論文集』第103巻、2000年10月、124-127頁、NAID 10007502149。
- KAIKO2研究グループ「深海底の微細構造--日仏協力KAIKO計画の潜航調査から」『科学』第56巻第5号、岩波書店、1986年5月、p286-295、ISSN 00227625、NAID 40000394762。
- 中村保夫, 他KAIKO計画・LEGIII乗船科学者一同「7. 第一鹿島と襟裳海山の地形(日本火山学会 1984 年度春季大会講演要旨)」『火山.第2集』第29巻第4号、日本火山学会、1984年、305-306頁、doi:10.18940/kazanc.29.4_305_2、NAID 110002991234。
- 平朝彦, KAIKO計画Leg1乗船者一同「四国沖南海トラフの堆積作用とテクトニクス : KAIKO計画Leg 1の成果 : 海洋地質」『日本地質学会学術大会講演要旨』第1985巻、日本地質学会、1985年、207頁、doi:10.14863/geosocabst.1985.0_207、ISSN 1348-3935、NAID 110003039147。
- 岡田博有, 徳山英一, CHAMLEY H., CHARVET J., FAURE M., LALLEMANT S., LEGGETTJ, RANGIN C., RENARD V., 飯山敏道, PICHON LE X., 藤本勝己, 古田俊夫, 井田喜明, 加賀美英雄, 村田明広, 平朝彦「銭州海嶺周辺海域の地形,構造およびテクトニクス : 日仏KAIKO計画第1節調査(1984)報告 : 海洋地質」『日本地質学会学術大会講演要旨』第1985巻、日本地質学会、1985年、213頁、doi:10.14863/geosocabst.1985.0_213、ISSN 1348-3935、NAID 110003039153。
- 中村保夫, LEG3乗船研究者一同「第一鹿島海山の地形 : KAIKO計画・LEG3の成果 : 海洋地質」『日本地質学会学術大会講演要旨』第1985巻、日本地質学会、1985年、221頁、doi:10.14863/geosocabst.1985.0_221、ISSN 1348-3935、NAID 110003039161。
- LePichonXavier, 飯山敏道, RENARDVincent, 中村一明, CADET Jean-Paui, 小林和男「日仏共同研究"海こう（ＫＡＩＫＯ）計画" 第1期調査の実施と結果」『地学雑誌』第93巻第7号、東京地学協会、1985年、442-454頁、doi:10.5026/jgeography.93.7_442、ISSN 0022-135X、NAID 130000801346。
- 小林和男「日仏日本海溝共同調査(KAIKO計画)の概要(学術研究の動向)」『学術月報』第38巻第2号、日本学術振興会、1985年2月、p76-80、ISSN 03872440、NAID 40000448848。
- 小林和男, KAIKO乗船研究者一同「1 KAIKO計画の概要」『日本地質学会学術大会講演要旨』第1986巻、日本地質学会、1986年、69-70頁、doi:10.14863/geosocabst.1986.0_69、ISSN 1348-3935、NAID 110003030634。
- LePichonX., 飯山敏道, PAUTOT G., 中村一明, CADET J. P., 小林和男「日仏共同 "海溝" 調査研究計画第二期調査の経過とその成果速報」『地學雜誌』第94巻第7号、東京地学協会、1986年、636-647頁、doi:10.5026/jgeography.94.636、ISSN 0022-135X、NAID 130000801387。
- 飯山敏道「日仏KAIKO計画-2-潜水艇ノティ-ルによる潜航調査」『日本の科学者』第21巻第7号、日本科学者会議、1986年7月、p392-399、ISSN 00290335、NAID 40003006220。
- 小林和男「「KAIKO計画」と今後の深海調査 (深海の謎を解く<特集>)」『プロメテウス』第10巻第4号、創造、1986年7月、p25-28、ISSN 03862828、NAID 40004177935。
- 小川勇二郎, 小林和男, 酒井均, 徐垣, 芦寿一郎, 徳山英一, 平朝彦, 同計画参加者一同「225 南海トラフ東部における堆積・構造作用 : 日仏KAIKO-NANKAI計画の-結果」『日本地質学会学術大会講演要旨』第1991巻、日本地質学会、1991年、352頁、doi:10.14863/geosocabst.1991.0_352、ISSN 1348-3935、NAID 110003027443。
- 小川勇二郎, 徐垣, 芦寿一郎, 酒井均, 小林和男「KAIKO-NANKAI計画で採集された"calcareous sandstone"について (予報)」『堆積学研究会報』第34巻第34号、日本堆積学会、1991年、131-133頁、doi:10.14860/jssj1972.34.131、NAID 130004258612。
- 徳山英一, 瀬川爾朗, 木下肇, 日仏KAIKO-TOKAI計画研究グループ「406 東海沖の地殻構造と活断層 : 日仏KAIKO-TOKAI計画の成果」『日本地質学会学術大会講演要旨』第1997巻、日本地質学会、1997年、301頁、doi:10.14863/geosocabst.1997.0_301_2、ISSN 1348-3935、NAID 110003028619。
- 松島潤, 池俊宏, 横田俊之, 倉本真一, 大久保秦邦, 徳山英一, 六川修一「日仏KAIKO計画で取得された東海沖3次元マルチチャンネル地震探査データの3次元重合前時間マイグレーション処理」『物理探査学会学術講演会講演論文集』第107巻、2002年10月、236-239頁、NAID 10030916564。